# Mezoregion Kotliny Biebrzańskiej
Mezoregion Kotliny Biebrzańskiej (II.13) – mezoregion przyrodniczo-leśny w Krainie Mazursko-Podlaskiej.
Mezoregion położony jest w północno-wschodniej Polsce w woj. podlaskim. Graniczy z mezoregionami: Pojezierza Ełckiego, Górnej Biebrzy, Wysoczyzny Białostockiej oraz Wysoczyzny Kolneńskiej. Powierzchnia mezoregionu wynosi 1079km². W granicach mezoregionu znajduje się dolina Biebrzy.
Lasy i ekosystemy seminaturalne zajmują ok. 38% powierzchni regionu, z czego lasy 32% (około 348km²). Lasy tworzą kompleksy o różnej wielkości. 34% powierzchni lasów zarządzanych jest przez Regionalną Dyrekcję Lasów Państwowych w Białymstoku (południowo-wschodnia część Nadleśnictwa Ełk, północno-wschodnia Nadleśnictwa Rajgród, północno-zachodnia Nadleśnictwa Czarna Białostocka, północno-zachodnia Nadleśnictwa Knyszyn i wschodnia Nadleśnictwa Łomża).
Rozległa dolina rzeki Biebrzy wypełniona jest holoceńskimi piaskami, żwirami, madami rzecznymi, torfami i namułami. W północnej części regionu występują piaski i żwiry sandrowe zlodowacenia północnopolskiego, rzadziej zlodowacenia środkowopolskiego. Duże obszary piasków eolicznych, gdzieniegdzie w postaci wydm, występują na południe od Grajewa.
W regionie dominuje krajobraz olsowy. W pobliżu Grajewa oraz na wschód od drogi Trzcianne-Osowiec występują śródlądowe bory sosnowe i bory mieszane, z dużym udziałem łęgów jesionowo-olszowych i olsów.